# Coupe Challenger féminine de water-polo
Pour les articles homonymes, voir Challenger Cup.
La Coupe Challenger féminine de la LEN (LEN Women's Challenger Cup) est une compétition de clubs de water-polo organisée par la Ligue Européenne de Natation (LEN). Il s'agit du troisième niveau, en dessous de la Ligue des champions et de la Coupe d'Europe. Sa première saison débutera en 2023-2024,.

## Palmarès
| Année | Vainqueur (nombre de titres) | Vice-champion    | Troisième    |
| ----- | ---------------------------- | ---------------- | ------------ |
| 2024  | Izmir BSB SK                 | VK Crvena Zvezda | ŽAVK Mladost |
| 2025  | Izmir BSB SK                 | Galatasaray SK   | ŽAVK Mladost |
| 2026  |                              |                  |              |

## Bilan

### Par club
| Rang | Club             | Finales gagnées | Finales gagnées | Finales perdues | Finales perdues |
| Rang | Club             | Nb              | Saison(s)       | Nb              | Saison(s)       |
| ---- | ---------------- | --------------- | --------------- | --------------- | --------------- |
| 1    | Izmir BSB SK     | 2               | 2024, 2025      | 0               | -               |
| 2    | VK Crvena Zvezda | 0               | -               | 1               | 2024            |
| -    | Galatasaray SK   | 0               | -               | 1               | 2025            |

### Par nation
| Rang | Nation  | Finales | Finales | Finales |
| Rang | Nation  | Gagnées | Perdues | Total   |
| ---- | ------- | ------- | ------- | ------- |
| 1    | Turquie | 2       | 1       | 3       |
| 2    | Serbie  | 0       | 1       | 1       |

## Voir également
- Ligue des Champions LEN
- LEN Euro Coupe
- Coupe LEN Challenger
- Super Coupe LEN
- Ligue des champions féminine LEN
- Coupe d'Europe féminine LEN
- Super Coupe Féminine LEN